# Età dei metalli
L'Età dei metalli, nella periodizzazione della storia umana, è il periodo storico in cui gli uomini iniziarono la lavorazione dei metalli per costruire i primi utensili, abbandonando progressivamente l'utilizzo della pietra. Comprende l'Età del rame (4000-3000 a.C.), l'Età del bronzo (3000-1100 a.C.) e l'Età del ferro (a partire dal 1100 a.C.).
L'età dei metalli fu preceduta dall'Età della pietra (suddivisa in Paleolitico, da 3 milioni a 10 000 anni a.C., Mesolitico dal 10000 all'8000 a.C., e Neolitico dall'8000 al 3000 a.C.).
Seimila anni fa (4000 a.C.) l'uomo imparò a fondere il rame e iniziò l'età dei metalli.
Gli uomini forgiavano i loro strumenti metallici servendosi dei forni; per raggiungere le alte temperature, essi soffiavano continuamente sulla fiamma.
La roccia contenente il metallo veniva frantumata e gettata sul carbone ardente.
5000 anni fa (3000 a.C.) l'uomo imparava a fabbricare le leghe, ottenendo il bronzo (che è una lega del rame con lo stagno).
Quando si pensa al primitivo uso del ferro, il riferimento immediato è l'età del ferro (1200 a.C., grazie agli Ittiti, che mantennero segreta l'arte fino a quando furono soppiantati dagli Assiri). Il più antico sistema di fusione fu quello del forno a cumulo.